# Fernand Cormon
Fernand Cormon (n. 24 decembrie 1845, Paris, Franța – d. 20 martie 1924, Paris, Île-de-France, Franța) a fost un pictor francez născut la Paris. A devenit elevul lui Alexandre Cabanel, Eugène Fromentin și Jean-François Portaels⁠(d) și unul dintre cei mai importanți pictori istorici ai Franței moderne.

## Biografie
Tatăl său a fost dramaturgul Eugène Cormon⁠(d), iar mama lui a fost Charlotte Furais, actriță.
La o vârstă fragedă, el a atras atenția pentru senzaționalismul perceput în arta sa, deși pentru o vreme, a prezentat cu o deosebită încântare scenele de vărsare de sânge, cum ar fi Crima din Seraglio (1868) și Moartea lui Ravara, regele Lanka aflate la Muzeul Toulouse. Musée d'Orsay deține pictura Cain fugind de blestemul lui Iehova; iar pentru primăria arondismentului IV al Parisului a executat în grisaille o serie de panouri: Nașterea, Moartea, Căsătoria, Războiul etc. O înmormântare a căpeteniilor și o serie de picturi mari pentru Muzeul de istorie naturală din Paris, cu teme din epoca de piatră, i-au ocupat câțiva ani. A fost numit în Legiunea de Onoare în 1880. Ulterior s-a dedicat și realizării de portrete.
Fiind bine acceptat la Salonul⁠(d) anual, a condus și o școală de artă, Atelierul Cormon în anii 1880, unde a încercat să-și ghideze studenții să creeze picturi care să fie acceptate de juriul Salonului. Printre studenții săi cu care nu a reușit în această direcție s-au numărat, de exemplu: Henri de Toulouse-Lautrec, Louis Anquetin, Eugène Boch⁠(d), Paul Tampier, Émile Bernard⁠(d) și Vincent van Gogh. Alți studenți au fost Alphonse Osbert, Marius Borgeaud, Theodor Pallady, Chaïm Soutine⁠(d) și pictorul australian John Russell.
În ciuda momentului său de glorie ca profesor de Beaux-Arts, el a fost aproape uitat până în 1924, când a fost lovit de un taxi în fața studioului său și abia se mai amintește astăzi de el ca profesor al elevilor mai iluștri decât el.

## Picturi alese

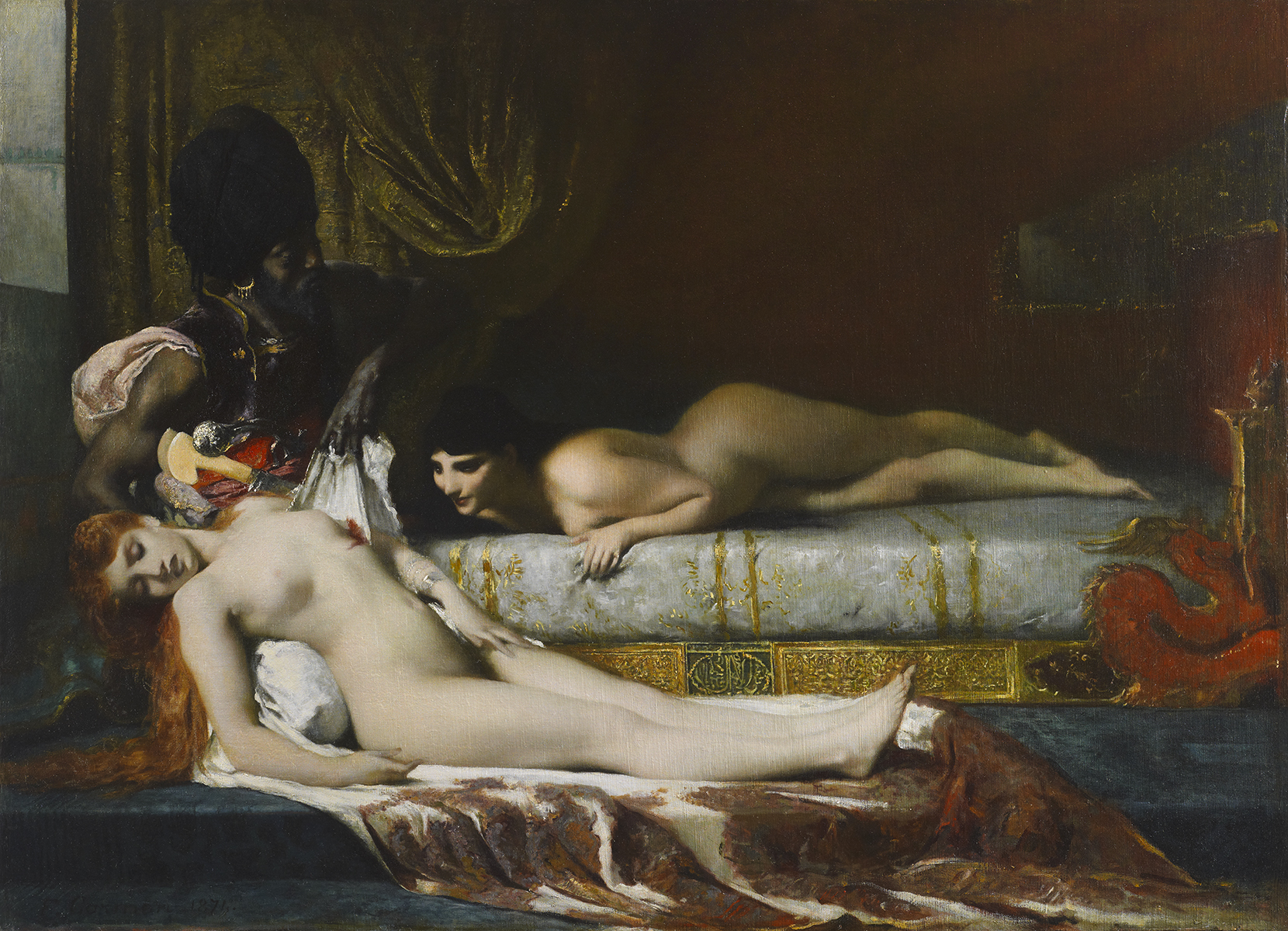
Crimă în Seraglio (1874)
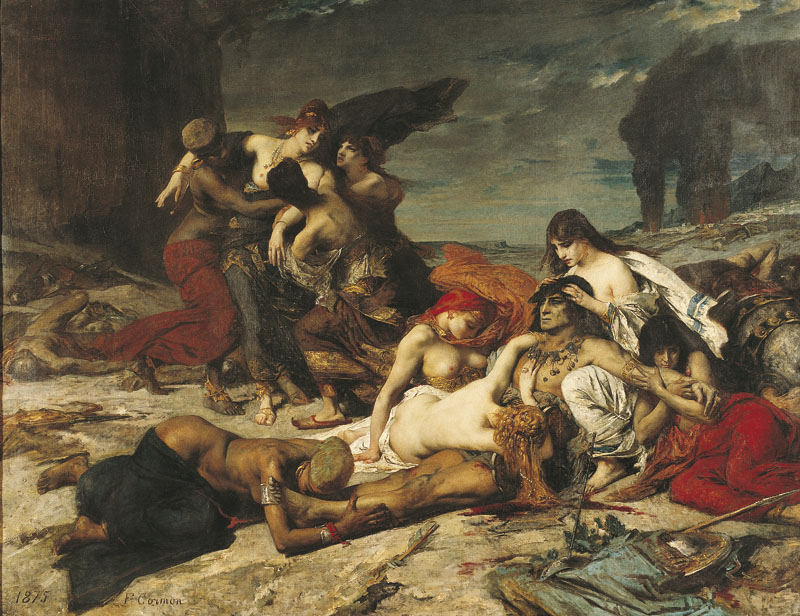
Moartea lui Ravana, regele Lanka (1875)
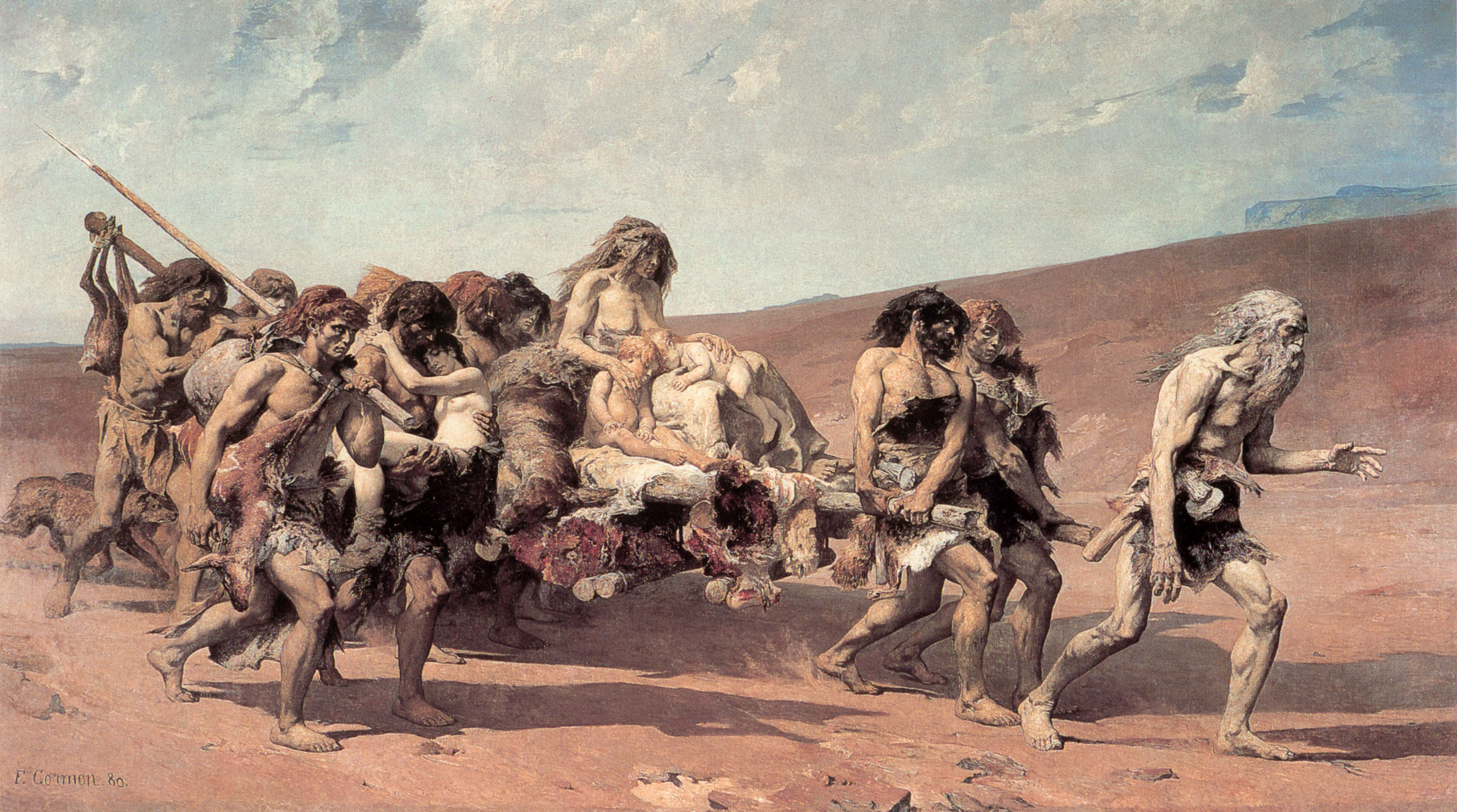
Cain fugind de blestemul lui Iehova (1880)
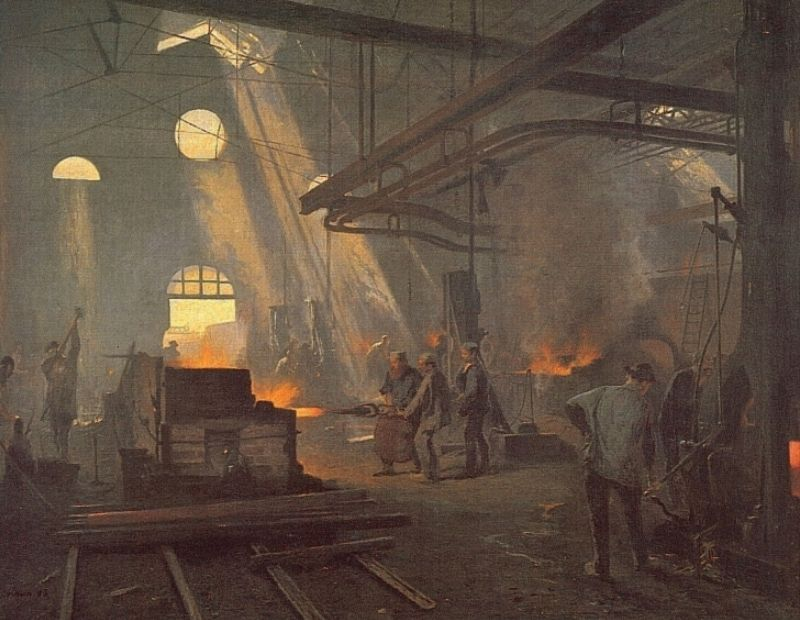
O forjă (1894)
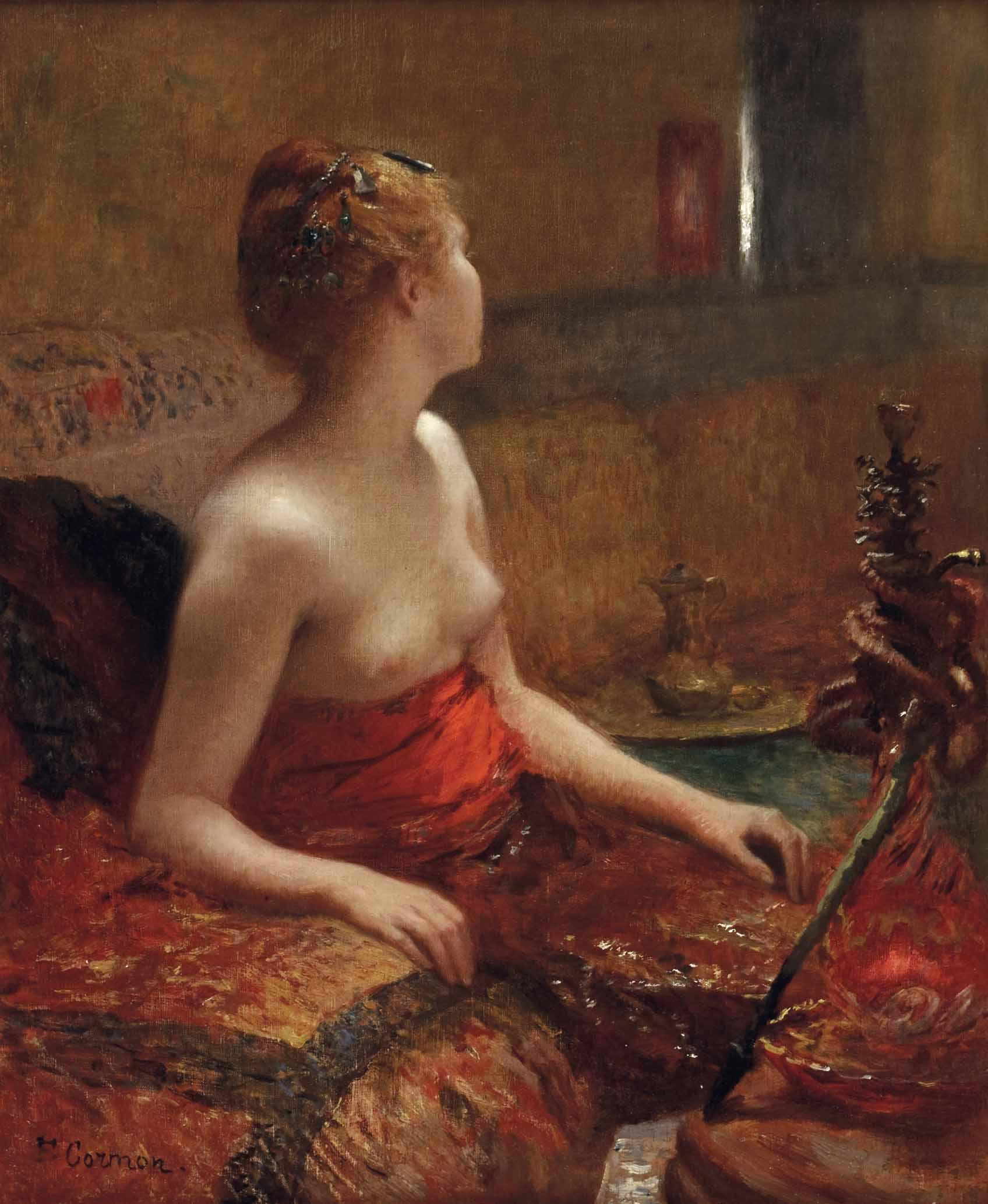
Anticipare (dată necunoscută)
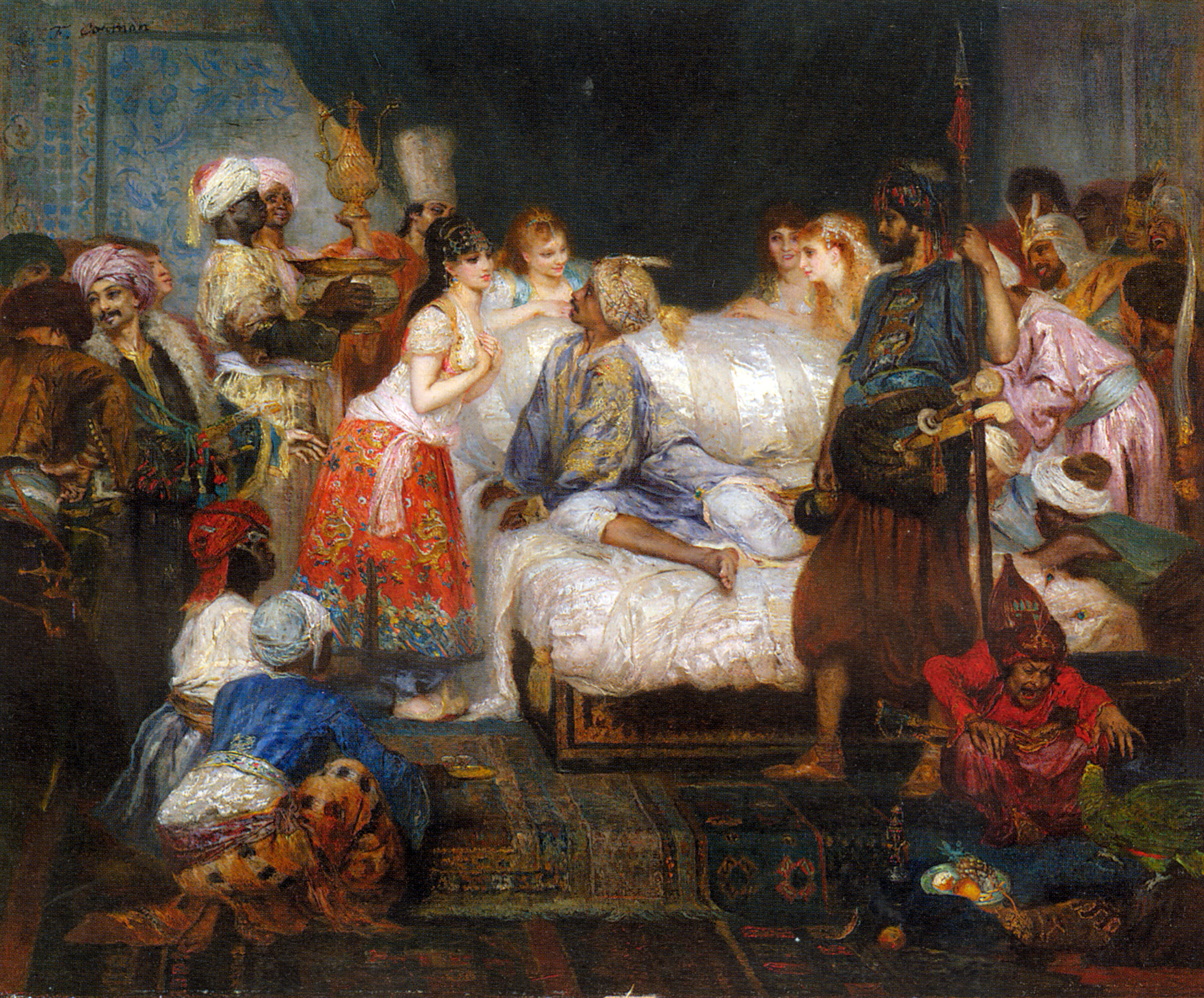
Un harem (c. 1877)
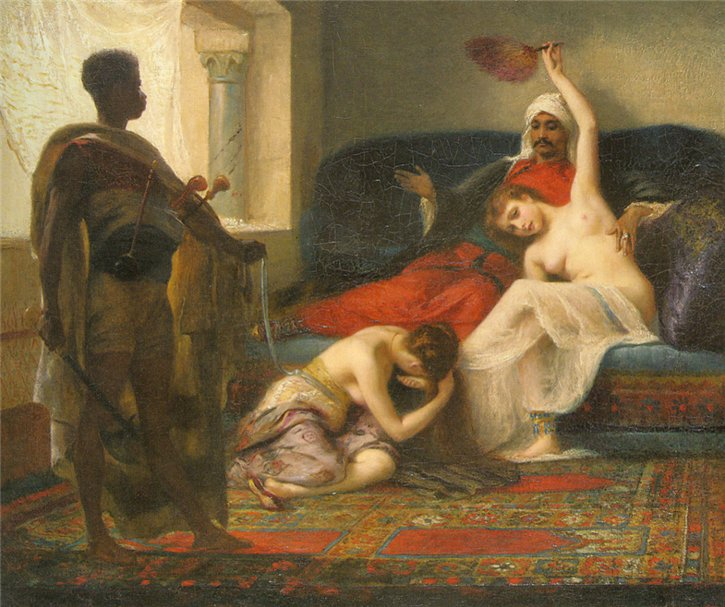
Favorita îndepărtată (dată necunoscută)
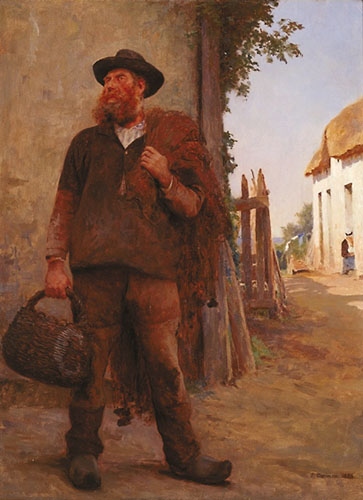
Mergând la pescuit (1888)